# Cronologia del Senegal
Prima della nascita del  Djoloj, il territorio senegalese era sempre stato occupato da altri regni: Ghana, Mali, Songhay,...

## Periodo precoloniale
- II-XI secolo impero del Ghana.
- IX secolo nascita dell'impero del Tekrour (o Tekror).
- 1080 Gli Almoravidi (confraternita di monaci guerrieri d'origine barbara che regna sul Maghreb e l'Andalusia dal 1061 al 1147) intraprendono l'islamizzazione del Senegal attuale.
- XIII secolo nascita dell'impero del Djolof nella parte centrale del Senegal attuale
- XIII-XIV secolo nascita dell'impero del Mali nella parte Est del Senegal attuale
- XV secolo arrivo dei primi coloni portoghesi. Insediamento dei primi scali commerciali nella penisola del Capo Verde (Dakar), a Gorée, Rufisque e Joal.

## Periodo coloniale
- XVI secolo inizio della tratta dei neri organizzata dai portoghesi
- 1617 Insediamento degli olandesi a Gorée.
- 1626 a 1659 Colonizzazione francese della futura località di Saint-Louis.
- Fine del XVII secolo Gorée presa dagli inglesi, e dopo dai francesi.
- Dal 1758 al 1814 gli inglesi ed i francesi si disputano Saint-Louis e Gorée.
- 30 maggio 1814 il Senegal è dato alla Francia dal Trattato di Parigi
- 1815 la Francia si vede accordato il monopolio del commercio con il Senegal.
- 1816 naufragio della "Méduse" al largo delle coste della Mauritania.
- 1848 Abolizione della schiavitù.
- Dal 1854 al 1865 Faidherbe diventa governatore della colonia. Fondazione di Dakar. Conquista i regni del Djolof e del Kayor.
- 1882 Il governatore Servatius costruisce la ferrovia Dakar-Saint-Louis.
- 1883 Fondazione del Mouridismo con Cheikh Ahmadou Bamba.
- 1886 Morte di Lat Dior (re del cayor) nella battaglia di Dékhelé.
- 1895 Creazione del governo generale dell'Africa occidentale francese (A.O.F.).
- 1904 Dakar diventa capitale dell'A.O.F
- 1916 Gli abitanti dei " Quattro comuni " (Dakar, Gorée, Rufisque e Saint-Louis) ricevono la cittadinanza francese. Invio dei primi eletti alla camera dei deputati. il 27 luglio Marcia verso l'Indipendenza
- 1946 Creazione dell'Unione francese.
- 1956 Legge che crea gli otto stati autonomi in A.O.F. (compreso il Senegal)

## L'indipendenza
- 4 aprile 1960 il Senegal accede all'indipendenza con la creazione della  Federazione del Mali.
- 20 agosto 1960 scoppia la Federazione del Mali.
- 5 settembre 1960 Léopold Sédar Senghor è eletto primo presidente della repubblica senegalese. Inizia un mandato di sette anni.
- .. 1978 Rielezione di Léopold Sédar Senghor
- 31 dicembre 1980 Léopold Sédar Senghor lascia il potere al suo primo ministro, Abdou Diouf
- 1º gennaio 1981 Abdou Diouf succede a Léopold Sédar Senghor alla presidenza della repubblica
- 1982 Nascita ufficiale della Confederazione del Senegambia (Senegal e Gambia). La confederazione fu sciolta nel 1989.
- 1983 Rielezione di Abdou Diouf
- 1993 Rielezione di Abdou Diouf
- 2000 Abdoulaye Wade è eletto presidente
- 2007 Abdoulaye Wade rieletto
- 2012 Macky Sall è eletto presidente